# فرانك راسل، إيرل راسل الثاني
جون فرانسيس ستانلي راسل، إيرل راسل الثاني، المعروف باسم فرانك راسل (12 أغسطس، 1865- 3 مارس، 1931)، نبيل بريطاني ومحامي وسياسي، وهو الأخ الأكبر للفيلسوف برتراند راسل، وحفيد جون راسل، إيرل راسل الأول، الذي شغل منصب رئيس وزراء بريطانيا مرتين. الابن الأكبر للفيكونت وزوجته أمبرلي، كان راسل مشهورًا نتيجة مشاكله الزوجية، وأُدين بتعدد الزوجات أمام مجلس اللوردات في عام 1901، وهو آخر نبيل أدين بارتكاب جريمة في محاكمة أمام اللوردات قبل إلغاء هذا الامتياز لطبقة النبلاء في عام 1948.
تربى راسل على يد جديه من ناحية والده بعد وفاة والديه غير التقليديين في عمر صغير. كان مستاءً من العيش مع جديه، لكنه استمتع بأربع سنوات سعيدة في جامعة وينشستر. انتهى تعليمه الأكاديمي فجأة عندما تم إبعاده من كلية باليول، جامعة أوكسفورد، على الأرجح بسبب شكوك السلطات هناك حول طبيعة علاقته مع الشاعر المستقبلي ليونيل جونسون، وكان يشعر دائمًا بالامتعاض من سوء معاملته في أوكسفورد. بعد قضائه بعض الوقت في الولايات المتحدة، تزوج زوجته الأولى، مابيل إيدياث سكوت، في عام 1890. انفصلا بسرعة، وشهدت السنوات العديدة التالية نزاعات قاسية في المحاكم، لكن القوانين الإنجليزية المتشددة في ذلك الوقت كانت تمنع الطلاق. انتُخب راسل عضوًا في مجلس مقاطعة لندن عام 1895، وعمل في هذا المنصب حتى عام 1904. في عام 1899، رافق المرأة التي أصبحت فيما بعد زوجته الثانية، مولي سومرفيل، إلى نيفادا، حيث حصل كل منهما على الطلاق، وتزوجا ثم عادا إلى بريطانيا ليعيشا كزوج وزوجة. كان راسل أول المشاهير الذين حصلوا على الطلاق في نيفادا، لكن القانون الإنجليزي لم يعترف به، وفي يونيو من عام 1901، تم اعتقاله بتهمة تعدد الزوجات. اعترف بالذنب أمام مجلس اللوردات وقضى ثلاثة أشهر في سجن هولواي، وبعد ذلك تزوج مولي بموجب القانون الإنجليزي. حصل على عفو عن الجريمة في عام 1911.
قاد راسل في بداية عام 1902 حملة لإصلاح قانون الطلاق، واستخدم مقعده الوراثي كنبيل في مجلس اللوردات للدفاع عن ذلك، لكنه لم يلقَ نجاحًا كبيرًا. كان أيضًا أحد المدافعين عن حقوق سائقي السيارات، وغالبًا ما كان يتلقى مذكرات للدفاع عنهم بعد منحه إجازة المحاماة في عام 1905، وحمل في أحد المرات لوحة تسجيل رقم إيه1. انتهى زواجه الثاني بعد وقوعه في حب الروائية إليزابيث فون أرنيم في عام 1914، وتزوجها في عام 1916. سرعان ما انفصل الزوجان، رغم أنهما لم يتطلقا، وصورته إليزابيث في رسم كاريكاتوري في روايتها التي حملت عنوان فيرا، مما أثار غضبه. ساعد فرانك راسل أخاه بيرتراند عندما سُجن بسبب نشاطاته المناهضة للحرب في عام 1918. مع تزايد توافقه مع حزب العمل، تم منح راسل منصبًا صغيرًا في حكومة مكدونالد الثانية عام 1929، لكن حياته الوزارية توقفت عند وفاته في عام 1931. على الرغم من إنجازاته، فإن فرانك راسل يعتبر غير مشهور مقارنةً بأخيه وجده، وأدت الصعوبات التي واجهها في حياته الزوجية إلى أن يُطلق عليه لقب «الإيرل الشرير».

## بداية حياته
ولد جون فرانسيس ستانلي راسل في 12 أغسطس عام 1865 في ألديرلي بارك، تشيشير. كان الابن الأول لجون راسل، فيكونت أمبرلي، الذي كان الابن الأكبر لجون راسل، إيرل راسل الأول. شغل الإيرل منصب رئيس وزراء بريطانيا مرتين، وكان في وقت سابق من حياته المهنية هو المخطط لقانون الإصلاح لعام 1832. في عام 1864، تزوج أمبرلي كاثرين لويزا ستانلي، الابنة الصغرى لإدوارد ستانلي، البارون الثاني ستانلي من ألديريلي، موحدًا بذلك عائلتين بارزتين من عائلات حزب الأحرار البريطاني. كان ألديرلي بارك مقرًا لعائلة ستانلي.
كان الزوجين آمبرلي، غير التقليديين في عصرهم، يؤمنان بتحديد النسل، والنسوية، والإصلاحات السياسية التي كانت تعتبر راديكالية في ذلك الوقت (بما في ذلك أصوات النساء والطبقات العاملة) وحرية الحب وعاشوا متبعين مثلهم العليا. على سبيل المثال، الشعور بأنه ليس من العدل أن يبقى دوغلاس سبليدينغ، معلم ابنهما فرانك، عازبًا، فدعته زوجة الفيكونت ليشاركها السرير، بعد موافقة زوجها. أنجبت عائلة أمبرلي طفلين بعد فرانك هما راشيل (مواليد 1868) وبيرتراند (مواليد 1872). عاشت العائلة في منزل رادبوروغ (بالقرب من بلدة سترود)، الذي كانت تعود ملكيته لوالد الفيكونت، ومن ثم عاشوا في قصر رافينسكروفت، بالقرب من تريليش، حيث سُمح لفرانك أن يفعل ما يشاء، بما في ذلك التجول في الريف. فقد والداه إيمانهما الديني ولم يُطلب من فرانك الذهاب إلى الكنيسة. قرأ بحلول عامه الثامن، وبغرض المتعة، جميع أعمال السير والتر سكوت، وبدأ حبه الأبدي للعلوم والهندسة من خلال حضوره لمحاضرات الجمعية الملكية للأطفال.
في ديسمبر عام 1873، سافرت العائلة إلى إيطاليا؛ وخلال عودتهم في شهر مايو التالي، أصيب فرانك بمرض الخناق. اعتنت به والدته وتعافى، لكن في شهر يونيو أصيبت هي وراشيل بالمرض نفسه. توفيت زوجة الفيكونت في 28 يونيو وتوفيت ابنتها بعد خمسة أيام، مما تسبب بصدمة للفيكونت لم يتعافى منها أبدًا. توفي بتاريخ 9 يناير عام 1876 متأثرًا بالتهاب رئوي. رشح الفيكونت في وصيته تي جي ساندرسون، صديق له من أيام الجامعة، وسبيليدينغ أن يشتركا بالوصاية على فرانك وبيرتراند. ربما قبل الإيرل وزوجته، فرانسيس راسل، الكونتيسة راسل) يشار إليها غالبًا باسم السيدة جون راسل) بساندرسون على الرغم من أنه كان ملحدًا (مثل سبيلدينغ)، لكن سبيلدينغ كان من طبقة اجتماعية أقل ولم يقبلاه، خاصة عندما سنحت لهم الفرصة لقراءة الأوراق المتبقية من عائلة أمبرلي وعلما طبيعة علاقته مع زوجة الفيكونت. رفع الإيرل راسل والسيدة جون قضية إلى محكمة تشانسري، واختار ساندرسون وسبيلدينغ عدم خوض هذه الدعوى. وُضع فرانك وبرتراند تحت وصاية جديهما من والدهما، مع اثنين من أطفال راسل البالغين، رولو وأغاثا، كوصيين مشاركين أيضًا.
أخرج ذلك فرانك مما دعاه لاحقًا «الهواء الحر في رافينسكروفت» حيث كان بإمكانه أن يتجول كما يشاء، إلى منزل جديه في بيمبروك هاوس، حيث كان يخضع للإشراف عن كثب والحجز في المزرعة. وجد الطقس خانقًا- لا يوجد أي شيء مألوف، وكان مطلوبًا منه الذهاب إلى الكنيسة وأن يتلقى تعليمًا دينيًا. كان الإيرل في حينها قد بلغ الثمانين من عمره، أكبر بعقدين من زوجته، وكان يمضي العديد من ساعات استيقاظه الأولى في القراءة: كان المنزل تحت سيطرة السيدة جون، التي وضعت قواعد أخلاقية صارمة في تربية الأولاد. لم يكن يسمح لفرانك أن يمضي كثيرًا من الوقت لوحده مع بيرتراند، لأنه كان يُعتقد أن لديه تأثيرًا سيئًا على شقيقه الأصغر، وكتب فرانك راسل عن بيرتراند: «كان حتى التحاقه بجامعة كامبريدج منافقًا صغيرًا لا يطاق». اعتبرت أنابيل هوث جاكسون، صديقة للولدين، أن بيمبروك هاوس «مكان غير مناسب لتربية الأطفال». كتب جورج بيرنارد شو، لاحقًا بعد نصف قرن، إلى فرانك عن شكوكه بأن الصبي لم يقتل عمه رولو ويحرق المكان.